# Бондаренко Костянтин Іванович (футболіст)
Костянтин Іванович Бондаренко (22 лютого 1927 - невідомо) - радянський футболіст, захисник, нападник.
Починав грати у КФК за БО Київ (1950—1951). Виступав у класі «Б» за ДО/ОБО Київ (1952—1956), «Металург» Запоріжжя (1957), «Локомотив» Вінниця (1958). Грав у складі «Більшовика» Київ у КФК (1959—1967, 1971).
Півфіналіст Кубка СРСР 1952 року.